# Lohmann & Rauscher
Lohmann & Rauscher (L&R) ist ein Entwickler, Produzent und Anbieter von Medizin- und Hygieneprodukten. Die international tätige Unternehmensgruppe entstand 1998 aus der Fusion des deutschen Unternehmens Lohmann (gegründet 1851) und des österreichischen Unternehmens Rauscher (gegründet 1899).
Es gibt mehr als 5.500 Mitarbeiter. Die Unternehmensgruppe ist 2020 mit 50 Konzerngesellschaften und Beteiligungen in 27 Ländern und mit mehr als 130 Partnerunternehmen vertreten. Standorte mit Headquarters-Funktion sind Rengsdorf (Deutschland) und Wien (Österreich). 2019 erwirtschaftete der Konzern einen Umsatz von mehr als 670 Millionen Euro.
Das Sortiment umfasst über 16.000 Produkte aus den Bereichen Medizin, Pflege und Hygiene – vom Verbandstoff, Binden (z. B. unter der Marke Rosidal), Bandagen und Orthesen (z. B. unter den Marken Cellacare, Velpeau, epX), Gipsraumprodukte (z. B. unter der Marke Cellona) über Wundauflagen für alle Wundheilungsphasen (unter der Suprasorb-Markenfamilie), OP-Set-Systeme und Hygiene (z. B. unter den Marken Raucodrape, Kitpack, Setpack, Sentinex) bis hin zu Consumer-Artikeln (z. B. unter den Marken Bellawa Watteprodukte oder Senta Damen-Hygieneprodukte). Zuletzt erweiterte der Konzern sein Dienstleistungsspektrum für Krankenhäuser durch das Servicekonzept L&R Optiline. Im Bereich der Medizintechnik führte L&R 2008 das Sortiment Suprasorb CNP zur Unterdrucktherapie ein.
Zu den Kunden zählen neben Krankenhäusern, Ärzten, Pflegekräften und Apotheken, der Sanitäts- und medizinische Fachhandel, der Großhandel und die Industrie bzw. im Consumer-Geschäft der Einzelhandel.

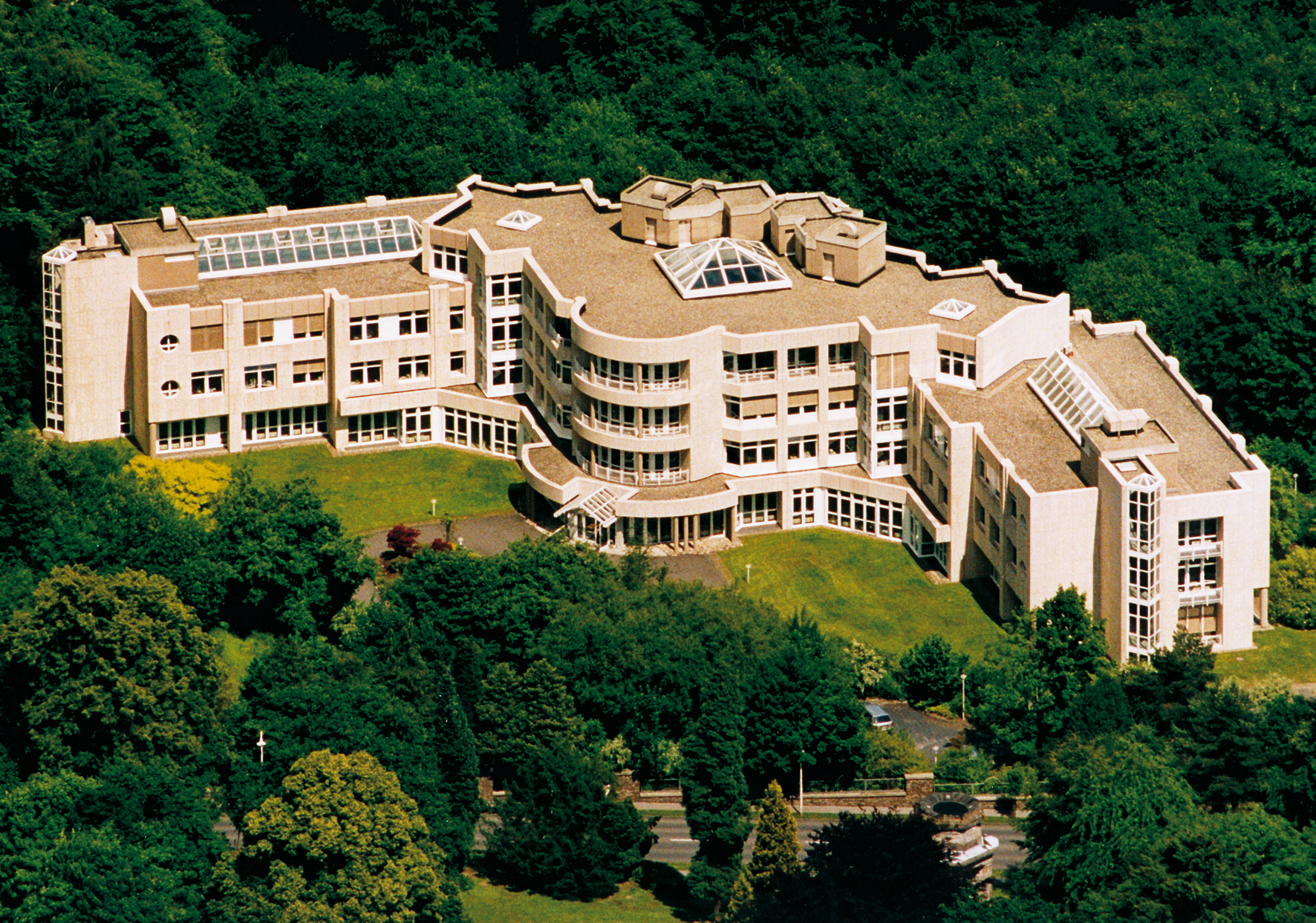
Internationales Verwaltungszentrum Rengsdorf (Luftansicht)
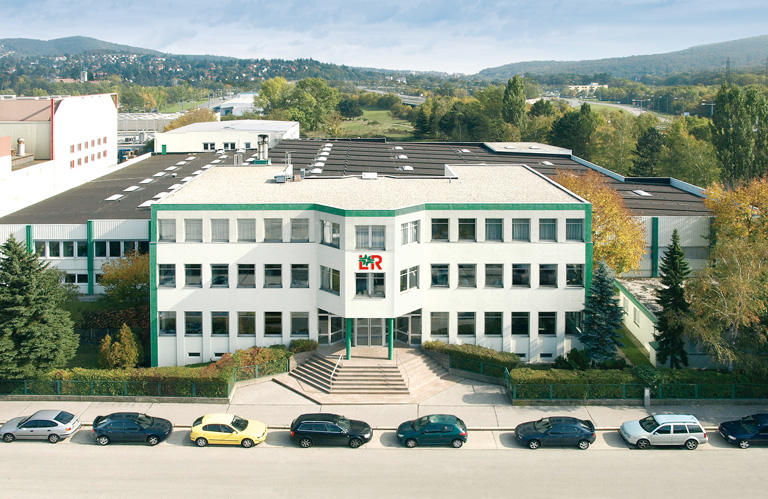
Verwaltungszentrum Wien
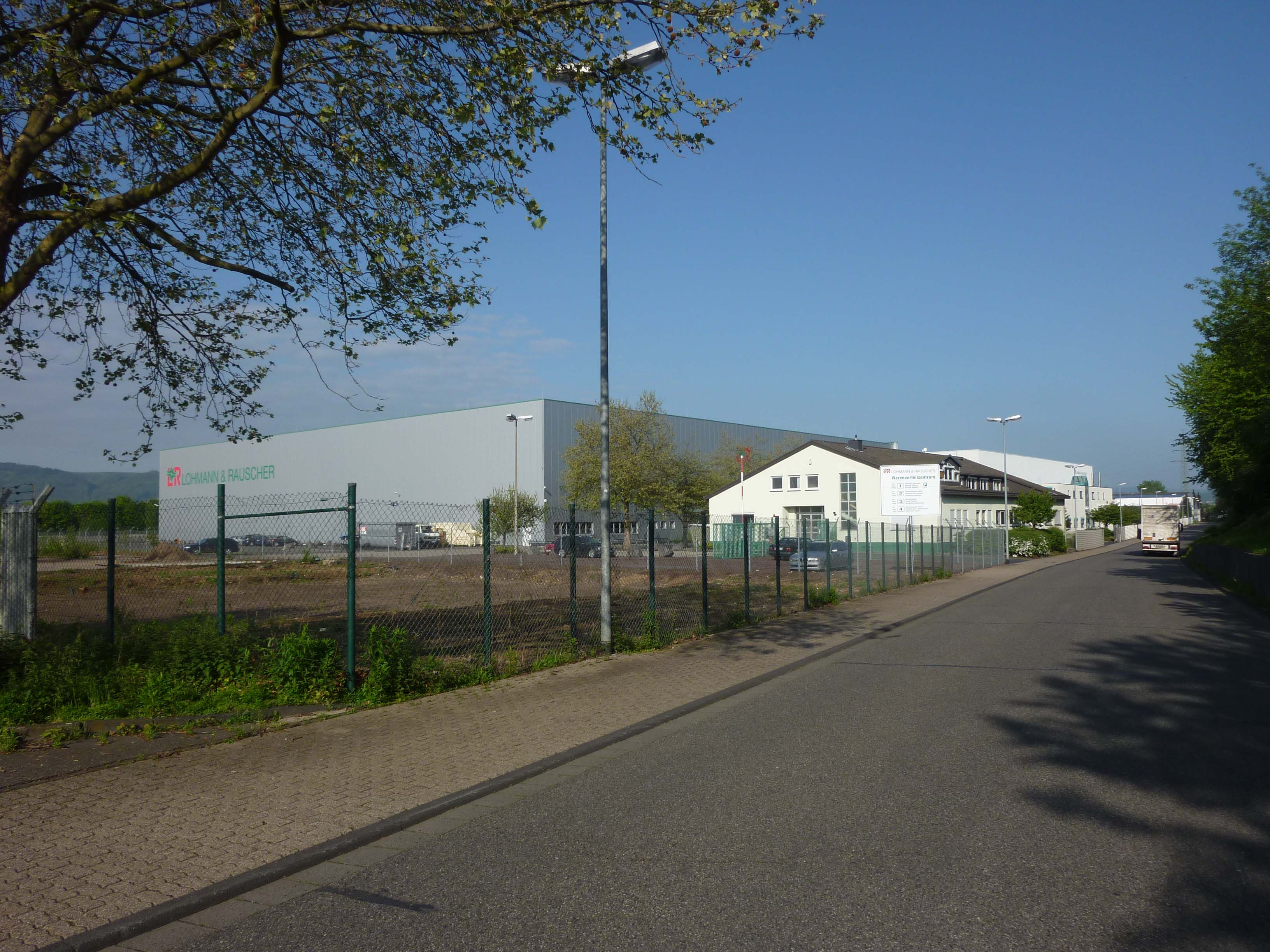
Warenverteilzentrum Neuwied-Block